# Energia elèctrica

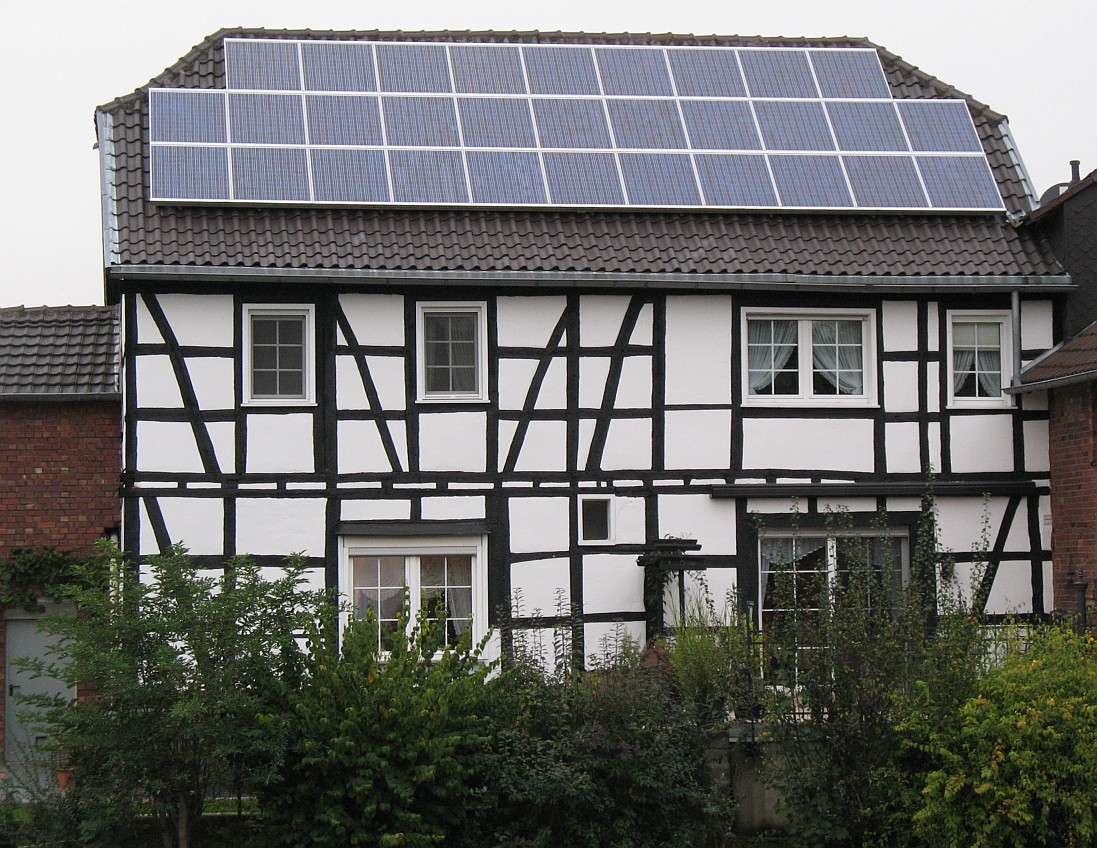
Instal·lació d'energia solar fotovoltaica sobre la teulada d'un habitatge, per a la producció d'energia elèctrica.

L'energia elèctrica és la forma d'energia que resulta d'una diferència de potencial entre dos punts, la qual cosa permet establir un corrent elèctric entre ambdós quan se'ls posa en contacte per mitjà d'un conductor elèctric. L'energia elèctrica pot transformar-se en moltes altres formes d'energia, tals com l'energia lumínica o llum, l'energia mecànica i l'energia tèrmica.

## Corrent elèctric
L'energia elèctrica es manifesta com a corrent elèctric, és a dir, com el moviment de càrregues elèctriques negatives, o electrons, a través d'un cable conductor metàl·lic a conseqüència de la diferència de potencial que un generador apliqui als seus extrems.
Cada vegada que s'acciona un interruptor, es tanca un circuit elèctric i es genera el moviment d'electrons a través del cable conductor. Les càrregues que es desplacen formen part dels àtoms de la substància del cable, que sol ser metàl·lica, ja que els metalls —en disposar de més quantitat d'electrons lliures que altres substàncies— són els millors conductors de l'electricitat. La major part de l'energia elèctrica que es consumeix en la vida diària prové de la xarxa elèctrica a través dels endolls, a través dels quals arriba l'energia subministrada per les companyies elèctriques als diferents aparells elèctrics —rentadora, ràdio, televisor, etc.— que es desitgen utilitzar, mitjançant les corresponents transformacions; per exemple, quan l'energia elèctrica arriba a una enceradora, es converteix en energia mecànica, calòrica i en alguns casos lumínica, gràcies al motor elèctric i a les diferents peces mecàniques de l'aparell.

### Consum d'energia i eficiència energètica

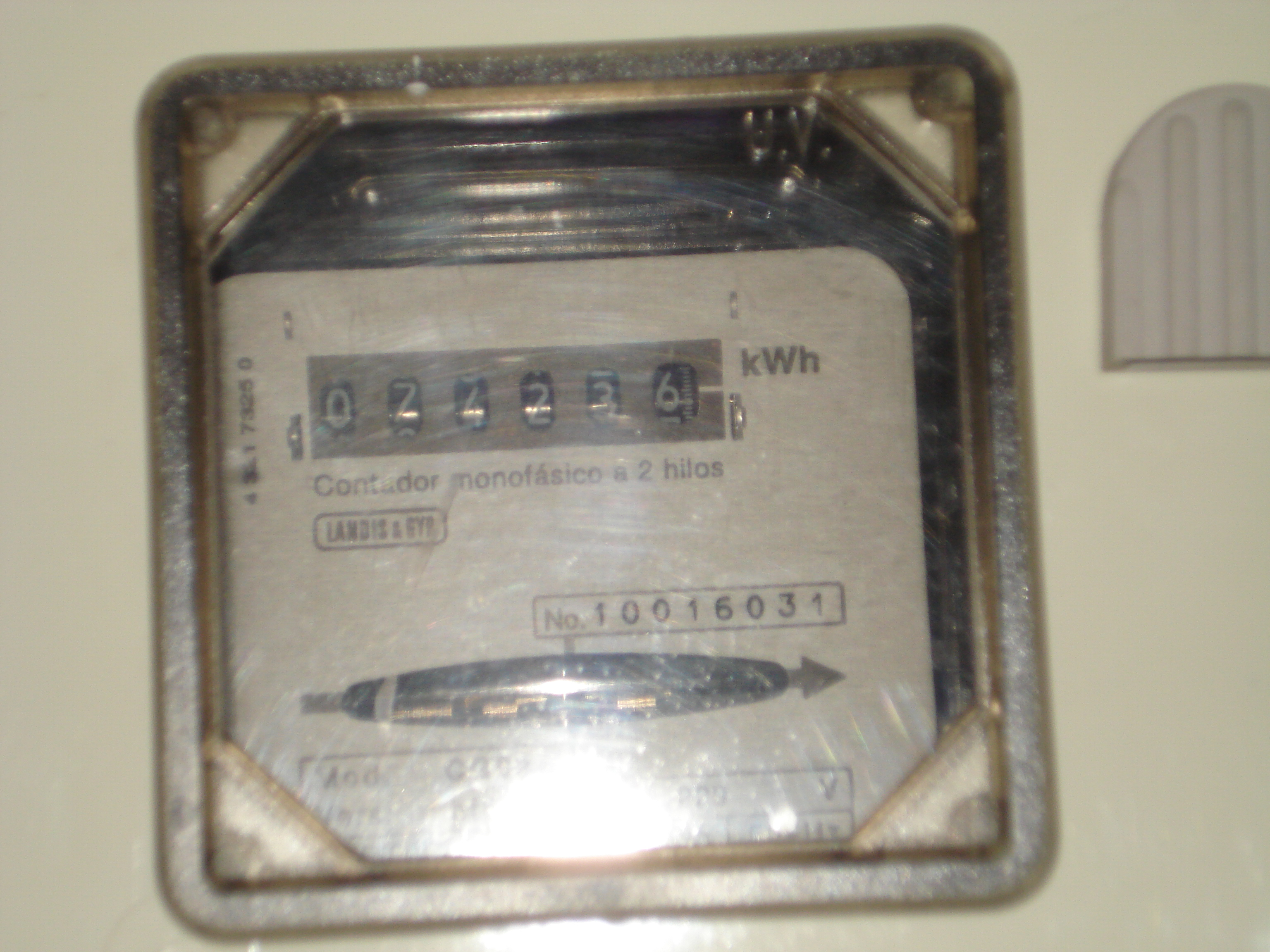
Comptador domèstic d'electricitat.

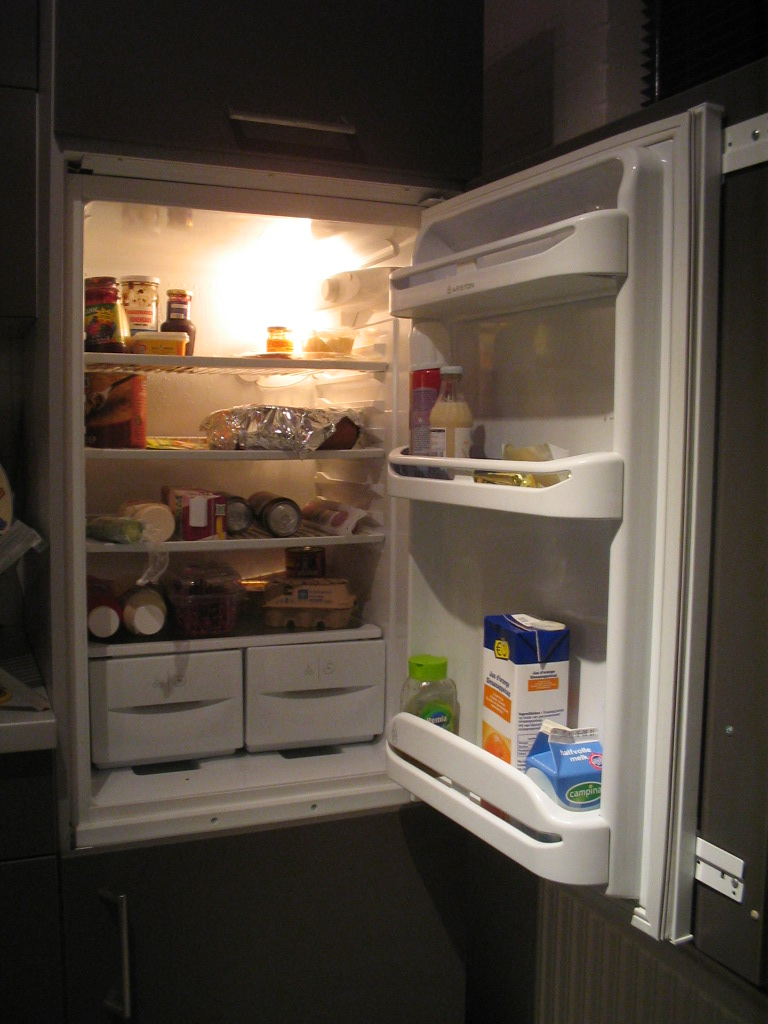
El refrigerador és l'electrodomèstic que consumeix més electricitat a la llar, per la qual cosa se n'ha de fer un ús racional per aconseguir-hi un bon estalvi.

## Salut i electricitat

Senyal de perill elèctric.